# (5512) 1988 VD7
(5512) 1988 VD7 (1988 VD7, 1981 TL3, 1981 UV19) — астероїд головного поясу.
Тіссеранів параметр щодо Юпітера — 3,570.